# Epiplema lomalangi
Epiplema lomalangi är en fjärilsart som beskrevs av Robinson 1975. Epiplema lomalangi ingår i släktet Epiplema och familjen Uraniidae. Inga underarter finns listade i Catalogue of Life.